# Calycularia
Calycularia là một chi rêu trong họ đơn chi Calyculariaceae. Chi này trước đây được xếp vào họ Allisoniaceae, về sau được tách về họ riêng.

## Các loài
- Calycularia compacta
- Calycularia crispula
- Calycularia formosana
- Calycularia golae
- Calycularia laxa